# Maik Bialk

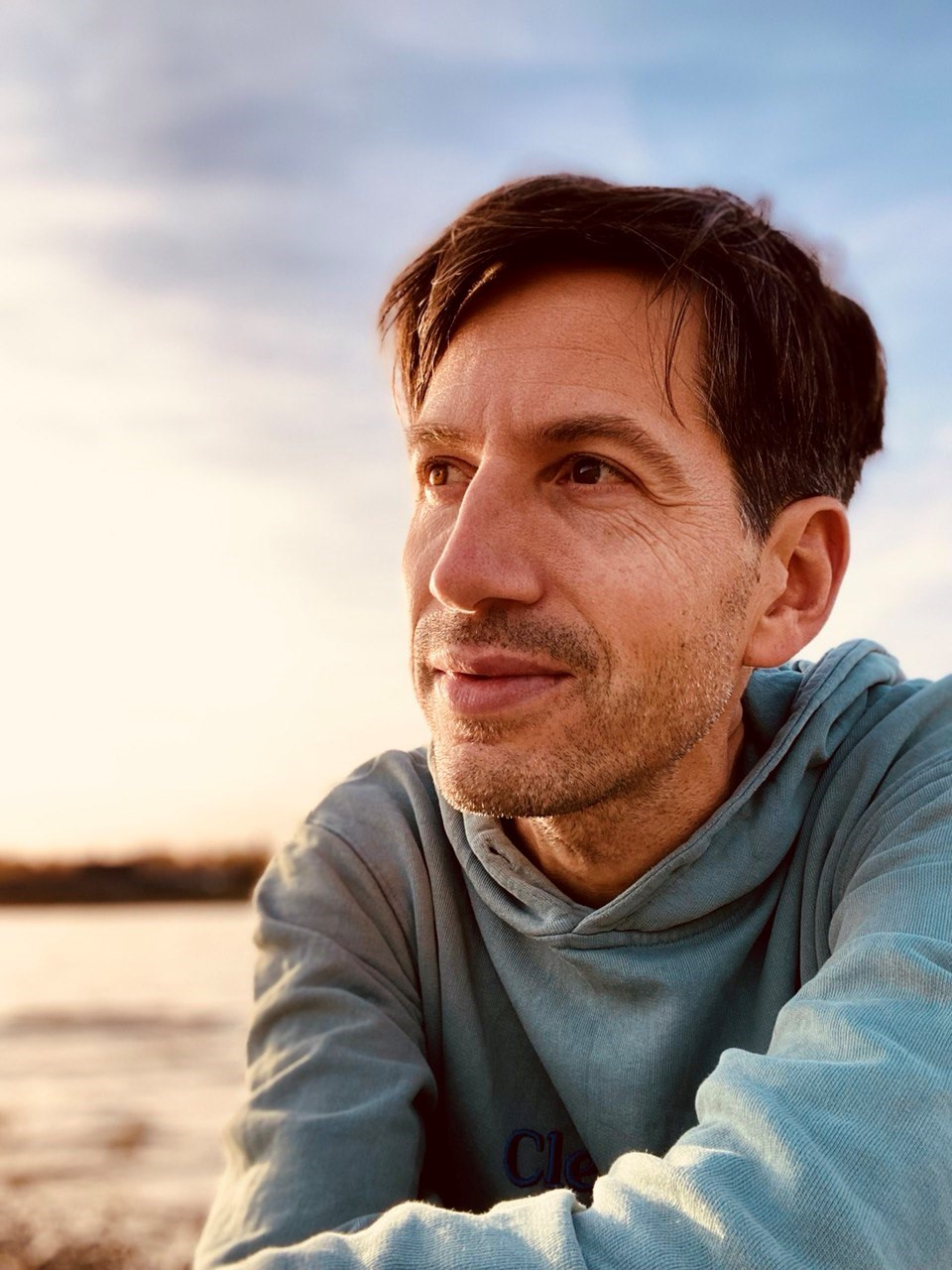
Porträt von Maik Bialk

Maik Bialk (* 12. Mai 1976 in Koblenz) ist ein deutscher Filmregisseur, Autor, Journalist und Entwickler von Doku- und Digital-Formaten.

## Leben
Maik Bialk absolvierte nach dem Abitur ein Volontariat und arbeitete anschließend als Journalist und Dokumentarfilm-Autor. Von 2003 bis 2009 studierte er an der Filmakademie Baden-Württemberg in Ludwigsburg. Nach seinem Studium begann er beim WDR zunächst als Redakteur, ab 2011 arbeitete er als Redaktionsleiter der Reportage- und Dokusendung Hier und heute, einer der ältesten TV-Sendungen im deutschen Fernsehen. 2022 wechselte er in den Kulturbereich des WDR.
Für seinen Abschlussfilm der Filmakademie  Die Maßnahme erhielt er den Deutschen Nachwuchspreis First Steps Als Leiter der Dokuredaktion bekamen von ihm verantwortete und mitentwickelte Film- und Digitalprojekte zahlreiche Preise, unter anderem den Grimme-Preis 2017 (weitere Nominierungen 2014, 2015, 2016, 2018, u. a. als Spezial Nominierung für die innovative Arbeit des Sendungsformates ), den Webvideopreis 2017, den Deutschen Sozialpreis (sowie zahlreiche Nominierungen für u. a. den Grimme Online Award, Grimme-Preis, Civis Medienpreis), den Deutschen Kamerapreis 2011, 2012 und 2014. Das von Maik Bialk mitkonzipierte Projekt „Inside Auschwitz“ gilt als weltweit erste Virtual Reality Doku über das deutsche Konzentrationslager Auschwitz. Es wurde mehr als zwei Millionen Mal aufgerufen.
2017 war er Jurymitglied des Deutschen Kamerapreises.
Maik Bialk lebt mit seiner Familie in Köln.

## Filmografie (Auswahl)
- 2002 Freistatt – Ein Ort am Rande der Straße
- 2006 Gysi und ich
- 2009 Die Maßnahme
- 2011 Die letzte Loveparade (zusammen mit Eva Müller )
- 2015 Nordstadtkinder (Redaktionsleitung)

## Digitalprojekte (Auswahl)
- 2015 ECHT WIR (Redaktionsleitung)
- 2017 Inside Auschwitz / VR (Projektleitung zusammen mit Dorothee Pitz)
- 2018 Hitlers Eliteschüler (Co-Autor/Redaktion)
- 2019 WDR AR 1933-1945 (AR App) (Projektleitung zusammen mit Dorothee Pitz)
- 2022 Die Klima App (Projektleitung zusammen mit Dorothee Pitz)